# Musée historique de Stockholm
Le musée historique (Historiska museet) est un musée situé à Narvavägen 13 dans le quartier d'Östermalm à Stockholm en Suède.

## Description
Fondé par le numismate B. E. Hildebrand en 1847, il présente l'histoire de la Suède des points de vue de la culture et des arts, de l'âge de la pierre au XVIe siècle. L'entrée y est gratuite pour tous.
Audioguide disponible en français.
L'été des ateliers sont proposés aux enfants : forge, fouille archéologique...